# Lag om nyckelutlämning
Lagen om nyckelutlämning (engelska key disclosure law), även känd som röjning av nyckel är lagstiftning som kräver att personer tvingas att överlämna krypteringsnycklar till rättsväsende eller polis.  Syftet är att möjliggöra tillgång till material vid konfiskering eller digital forensik (undersökning), och använda detta som bevis i domstol, eller för att tvinga igenom intressen inom nationell säkerhet.  På liknande sätt tvingar obligatoriska dekrypteringslagar innehavare av krypterade data att ge polisen tillgång till dessa för rättsutövning.

## Lagstiftning per nation

### Sverige
Det finns för närvarande ingen lag som tvingar fram krypteringsnycklar, men det finns ett förslag till förändring av lagstiftningen på grund av att Europarådet har antagit en konvention om detta.  Den skulle innebära att polisen vid en husrannsakan kan förelägga en person att lämna ut uppgifter, som till exempel lösenord och dekrypteringsnycklar. Förslaget har tillkommit för att underlätta för polis och åklagare.  Förslaget har kritiserats av Datainspektionen (DI).